# Chaetorellia carthami
Chaetorellia carthami är en tvåvingeart som beskrevs av Stackelberg 1929. Chaetorellia carthami ingår i släktet Chaetorellia och familjen borrflugor. Inga underarter finns listade i Catalogue of Life.